# Saint-Florent (Haute-Corse)
Saint-Florent település Franciaországban, Haute-Corse megyében. Lakosainak száma 1685 fő (2022. január 1.). Saint-Florent Barbaggio, Oletta, Patrimonio, Poggio-d’Oletta, Rapale és Santo-Pietro-di-Tenda községekkel határos.

## Népesség
A település népessége az elmúlt években az alábbi módon változott:
| Lakosok száma | 805  | 1217 | 1350 | 1614 | 1606 | 1604 | 1655 | 1681 | 1688 | 1685 |
|               | 1968 | 1982 | 1990 | 2006 | 2013 | 2015 | 2017 | 2019 | 2020 | 2022 |